# (13502) 1987 WD
1987 دابليو دي (ويعرف أيضًا باسم (13502) 1987 دابليو دي وفق تسمية الكوكب الصغير) (بالإنجليزية: 1987 WD)‏ هو كويكب ضمن حزام الكويكبات؛ وترتيبه 13502 من حيث الاكتشاف.
اكتُشف هذا الجُرم الفلكي بواسطة هيروشي كانيدا في 17 نوفمبر 1987.

## وصلات خارجية
- (13502) 1987 WD في قاعدة بيانات مختبر الدفع النفاث لأجرام النظام الشمسي الصغيرة

- الاكتشاف · مخطط المدار ·  العناصر المدارية · المعلمات المادية

- (13502) 1987 WD على موقع ويكي سكاي: DSS2, SDSS, GALEX, IRAS, Hydrogen α, X-Ray, Astrophoto, Sky Map, Articles and images